# 暖地藎草
暖地藎草（学名：Arthraxon quartinianus）为禾本科藎草屬下的一个种。

## 扩展阅读
- 維基物種上的相關：暖地藎草